# Oberamt Colmberg
Das Oberamt Colmberg war eines von den 15 Verwaltungsgebieten des Fürstentums Ansbach.

## Geschichte
Colmberg–Leutershausen war ursprünglich ein Amt der Burggrafschaft Nürnberg, in der Nachfolge wurde es ein Amt des Fürstentums Ansbach. Die Herrschaft Jochsberg fiel 1682 endgültig an das Amt Colmberg.
Zuletzt erstreckte sich die Landesherrschaft (Hochgericht, Niedergericht außerhalb des Etters, Kirchenhoheit, Steuerhoheit u. a.) auf einem Gebiet, das ungefähr dem Landgericht Leutershausen entsprach. Für den südlichen Teil von Gastenfelden übte Hohenlohe-Schillingsfürst die Landesherrschaft im vollen Umfang aus. Die Orte Binzwangen, Cadolzhofen, Oberhegenau, Stettberg und Unterhegenau gehörten zum brandenburg-bayreuthischen Schultheißenamt Markt Bergel. Hier erstreckte sich die Landesherrschaft auf das Niedergericht außerhalb des Etters, der Kirchen- und Steuerhoheit. Das Hochgericht war auf die Festnahme von Straftätern begrenzt, die dann an das Vogtamt Colmberg auszuliefern waren. Die Rittergüter Eyerlohe, Rammersdorf und Wiedersbach, gehörten zum Ritterkanton Altmühl. Die jeweiligen Herren der Rittergüter hatten ähnliche Befugnisse wie bei den vorgenannten Orten angegeben. Die festgenommenen Straftäter waren an das Stadtvogteiamt Leutershausen auszuliefern.
Innerhalb des Oberamtes gab es Orte, deren Dorf- und Gemeindeherrschaft von Fremdherren übernommen wurde. Binzwangen, Dietenbronn und Oberhegenau hatten das eichstättische Vogtamt Aurach als Dorfherren, Eichholz, Gastenfelden und Morlitzwinden das hohenlohe-schillingsfürstische Amt Schillingsfürst, Unterbreitenau die Reichsstadt Rothenburg und Lenzersdorf das Verwalteramt Burgbernheim des Juliusspitals Würzburg. Als Dorfherren konnten sie in Niedergerichtssachen innerhalb des Etters entscheiden.
In der Grundherrschaft einzelner Anwesen gab es ebenfalls Fremdherren.
Ab 1791/92 wurde das Fürstentum Ansbach von dem preußischen Staat als Ansbach-Bayreuth verwaltet. Damit ging das Oberamt Colmberg in dem Ansbacher Kreis auf.

## Vogtamt Colmberg
Das Vogtamt Colmberg übte das Hochgericht über sämtliche Orte des Vogtamtes im begrenzten Umfang aus. Es war befugt, Straftäter festzunehmen, hatte diese aber dem Stadtvogteiamt Leutershausen auszuliefern.
Das Vogtamt Colmberg übte die Dorf- und Gemeindeherrschaft über folgende Orte aus:
- Aidenau, Auerbach, Bieg, Buch am Wald, Cadolzhofen, Colmberg, Dornhausen, Frommetsfelden, Geslau, Gunzendorf, Hürbel, Kreuth, Lauterbach, Meuchlein, Oberfelden, Oberndorf, Oberramstadt, Reinswinden, Schwabsroth, Steinach am Wald, Stettberg, Unterfelden, Unterhegenau, Windelsbach.

## Kastenamt Colmberg
Das Kastenamt Colmberg war zuständig für die Verwaltung der Grundherrschaften innerhalb des Vogtamts Colmberg (in Klammern ist die Zahl der Anwesen und Gesamtzahl des Ortes angegeben):
- Unmittelbar: Aidenau (13/13), Atzenhofen (1/3), Auerbach (3/16), Berndorf (1/17), Bieg (9/9), Buch am Wald mit Kleinmühle (58/60), Cadolzhofen (4/24), Colmberg (62/70), Dornhausen (18/19), Eckartsweiler (1/19), Erlach (6/6), Frommetsfelden (9/26), Geslau (31/40), Gunzendorf (7/30), Hürbel bei Buch am Wald (8/13), Kreuth (13/13), Lauterbach (13/13), Leutershausen (7/172), Meuchlein (9/14), Oberdachstetten (9/63), Oberfelden (3/16), Oberhegenau (2/10), Oberndorf (16/20), Oberramstadt (1/15), Reinswinden (3/6), Sachsen bei Leutershausen (6/32), Schwabsroth (11/11), Schwand mit Weihersmühle (9/13), Steinach (6/8), Stettberg (8/26), Unterfelden (6/9), Unterhegenau (6/6), Waizendorf (4/4), Westheim (1/6), Windelsbach mit Gugelmühle (36/38), Winden (10/18).
- Mittelbar: Pfarrpfründe Colmberg: Auerbach (1/16), Buch am Wald (1/60), Cadolzhofen (2/24), Colmberg (2/70), Dornhausen (1/19), Geslau (5/40), Meuchlein (2/14), Stettberg (4/26); Gemeinde Colmberg: Colmberg (4/70); Kirche Frommetsfelden: Frommetsfelden (1/26); Pfarrei Colmberg: Frommetsfelden (1/26); Kirche Geslau: Oberndorf (2/20); Pfarrei Binzwangen: Stettberg (1/26); Pfarrei Buch: Buch am Wald (1/60).

Darüber hinaus verwaltete es folgende Grundherrschaften des
- Stadtvogteiamtes Leutershausen: Bauzenweiler (1/3), Büchelberg (4/18), Erlbach (11/13), Hannenbach (7/8), Hetzweiler (12/12), Höchstetten (1/11), Sachsen bei Leutershausen (4/32), Steinbächlein (4/4), Steinberg (5/5), Zweiflingen (1/6);
- des Amtes Brunst des Stadtvogteiamtes Leutershausen: Brunst (4/22), Clonsbach (6/9), Eckartsweiler (10/19), Gutenhard (5/5), Oberramstadt (2/15), Röttenbach (1/11), Sachsen bei Leutershausen (7/32).

## Stadtvogteiamt Leutershausen
Das Stadtvogteiamt Leutershausen übte das Hochgericht über sämtliche Orte des Oberamtes Colmberg aus.
Es hatte die Dorf- und Gemeindeherrschaft über folgende Orte inne:
- Atzenhofen, Bauzenweiler, Brunst, Büchelberg, Clonsbach, Eckartsweiler, Erlach, Erlbach, Gutenhard, Hannenbach, Hetzweiler, Leutershausen, Röttenbach, Sachsen, Schwand, Steinbächlein, Steinberg, Waizendorf, Weißenkirchberg, Winden.

Das Stadtvogteiamt Leutershausen hatte in folgenden Orten Grundherrschaften (in Klammern ist die Zahl der Anwesen  und Gesamtzahl des Ortes angegeben):
- Unmittelbar: Leutershausen (159/172), Kalkhütte bei Eckartsweiler (1/1), Kloster Sulz (12/13).
- Mittelbar: Kastenamt Colmberg (s. dort); Hofkastenamt Ansbach: Eyerlohe (3/14); Zweite Pfarrstelle in Leutershausen: Büchelberg (1/18); Kaplanei Leutershausen: Winden (1/18); Kirche Leutershausen: Sachsen bei Leutershausen (4/32); Pfarrpfründe Leutershausen: Büchelberg (3/18), Leutershausen (3/172), Sachsen bei Leutershausen (4/32); Stadtgemeinde Leutershausen: Sachsen bei Leutershausen (3/32).

## Amt Brunst
Das Amt Brunst war dem Stadtvogteiamt Leutershausen untergeordnet. Es verwaltete mittelbar Grundherrschaften (in Klammern ist die Zahl der Anwesen  und Gesamtzahl des Ortes angegeben):
- Kastenamt Colmberg (s. dort); Kirche Leutershausen: Röttenbach (2/11); Kirche Weißenkirchberg: Brunst (3/22); Pfarrei Weißenkirchberg: Brunst (9/22);[3] Pfarrpfründe Colmberg: Oberramstadt (1/15).

## Bürgermeister und Rat zu Leutershausen
Der Bürgermeister und Rat zu Leutershausen hatte in folgenden Orten Grundherrschaften (in Klammern ist die Zahl der Anwesen  und Gesamtzahl des Ortes angegeben):
- Unmittelbar: Bauzenweiler (2/3), Büchelberg (1/18).

## Vogtamt Jochsberg
Im 13. Jahrhundert unterstand Jochsberg Gerboto von Jochsberg, in seiner Nachfolge Taube von Jochsberg. Im 14. Jahrhundert kam Jochsberg in Besitz der Herren von Seckendorff. Als Jordan von Seckendorff 1558 ohne männliche Nachkommen starb, wollte das Fürstentum Ansbach die Herrschaftsansprüche über Jochsberg geltend machen. Nach lang andauernden Streitigkeiten konnte 1682 der markgräfliche Amtssitz Jochsberg endgültig eingerichtet werden.
Das Vogtamt Jochsberg übte die Dorf- und Gemeindeherrschaft über folgende Orte aus:
- Berbersbach, Erndorf, Hagenau, Hinterholz, Jochsberg, Kressenhof, Pfetzendorf, Zweiflingen.

Es hatte in folgenden Orten Grundherrschaften (in Klammern ist die Zahl der Anwesen und Gesamtzahl des Ortes angegeben):
- Unmittelbar: Berbersbach (4/5), Clonsbach (1/9), Daubersbach (2/7), Erndorf (3/3), Frommetsfelden (1/26), Hagenau (20/20), Hainhof (1/1), Hinterholz (8/9), Höchstetten (1/11), Hürbel bei Buch am Wald (3/13), Jochsberg mit Untreumühle und Wolfsmühle (33/33), Kräft (1/5), Kressenhof (4/4), Oberndorf bei Geslau (2/20), Oberndorf bei Ipsheim (2/31), Oberntief (1/34), Pfetzendorf (3/5), Stettberg (1/26), Unterfelden (3/9), Weimersheim (1/18), Zweiflingen (5/6).
- Mittelbar: Pfarrei Jochsberg: Zailach (1/20); Pfarrei Altheim und Unternesselbach: Ipsheim (1/88).

## Klosterverwalteramt Sulz
Das Klosterverwalteramt Sulz ist Teil des Oberamtes Feuchtwangen. Es hatte jedoch über Görchsheim, Leipoldsberg, Rauenbuch die Dorf- und Gemeindeherrschaft.
Es hatte in folgenden Orten Grundherrschaften (in Klammern ist die Zahl der Anwesen  und Gesamtzahl des Ortes angegeben):
- Unmittelbar: Brunst (1/22), Büchelberg (1/18), Dietenbronn (1/10), Eckartsweiler (3/19), Erlbach (1/13), Frommetsfelden (13/26), Görchsheim (5/5), Gräfenbuch (1/17), Leipoldsberg (4/4), Leutershausen (3/172), Stettberg (1/26).

## Ämtlein Rauenbuch
Das Ämtlein Rauenbuch war Teil des Klosterverwalteramtes Sulz.
Es hatte in folgenden Orten Grundherrschaften (in Klammern ist die Zahl der Anwesen und die Gesamtzahl des Ortes angegeben):
- Unmittelbar: Büchelberg (1/18), Neunkirchen (9/28), Oberdombach (2/18), Rauenbuch (10/10), Röttenbach (1/11), Sachsen bei Leutershausen (3/32).

## Verwalteramt Forndorf
Das Verwalteramt Forndorf ist Teil des Oberamtes Feuchtwangen. Es hatte jedoch in Oberramstadt über sieben Anwesen die Grundherrschaft.